# Xerosecta hillyeriana
Xerosecta hillyeriana is een slakkensoort uit de familie van de Hygromiidae. De wetenschappelijke naam van de soort is voor het eerst geldig gepubliceerd in 1882 door Paulucci.